# Sławomir Sierecki
Sławomir Sierecki (ur. 15 lutego 1924 w Miedzeszynie, zm. 27 września 2012 w Gdańsku) – polski prozaik, autor sztuk scenicznych, scenarzysta filmowy i telewizyjny.

## Życiorys
Syn urzędnika Waleriana i Marii z Zabawskich. Młodość spędził w Kaliszu, gdzie od 1937, przez dwa lata uczył się w tamtejszym Gimnazjum im. T. Kościuszki.
W czasie II wojny światowej, w 1941 został aresztowany i wywieziony do Niemiec na roboty przymusowe. Po powrocie pracował jako kreślarz. W kwietniu 1945 wstąpił do polskiej armii i   służył w Marynarce Wojennej i jako dziennikarz wojskowy pisał dla „Marynarza Polskiego”. 
Jednocześnie, w latach 1946–1947 studiował w Państwowej Wyższej Szkole Sztuk Plastycznych w Sopocie.

W 1947–1950 był redaktorem „Przeglądu Morskiego”, zaś w latach 1950–1952 redaktorem naczelnym „Młodego Żeglarza”. W okresie od 1952 do 1953 był redaktorem Wydawnictwa MON. Następnie pracował jako redaktor w dziennikach „Głos Wybrzeża”, „Wieczór Wybrzeża” i „Dziennik Bałtycki”.

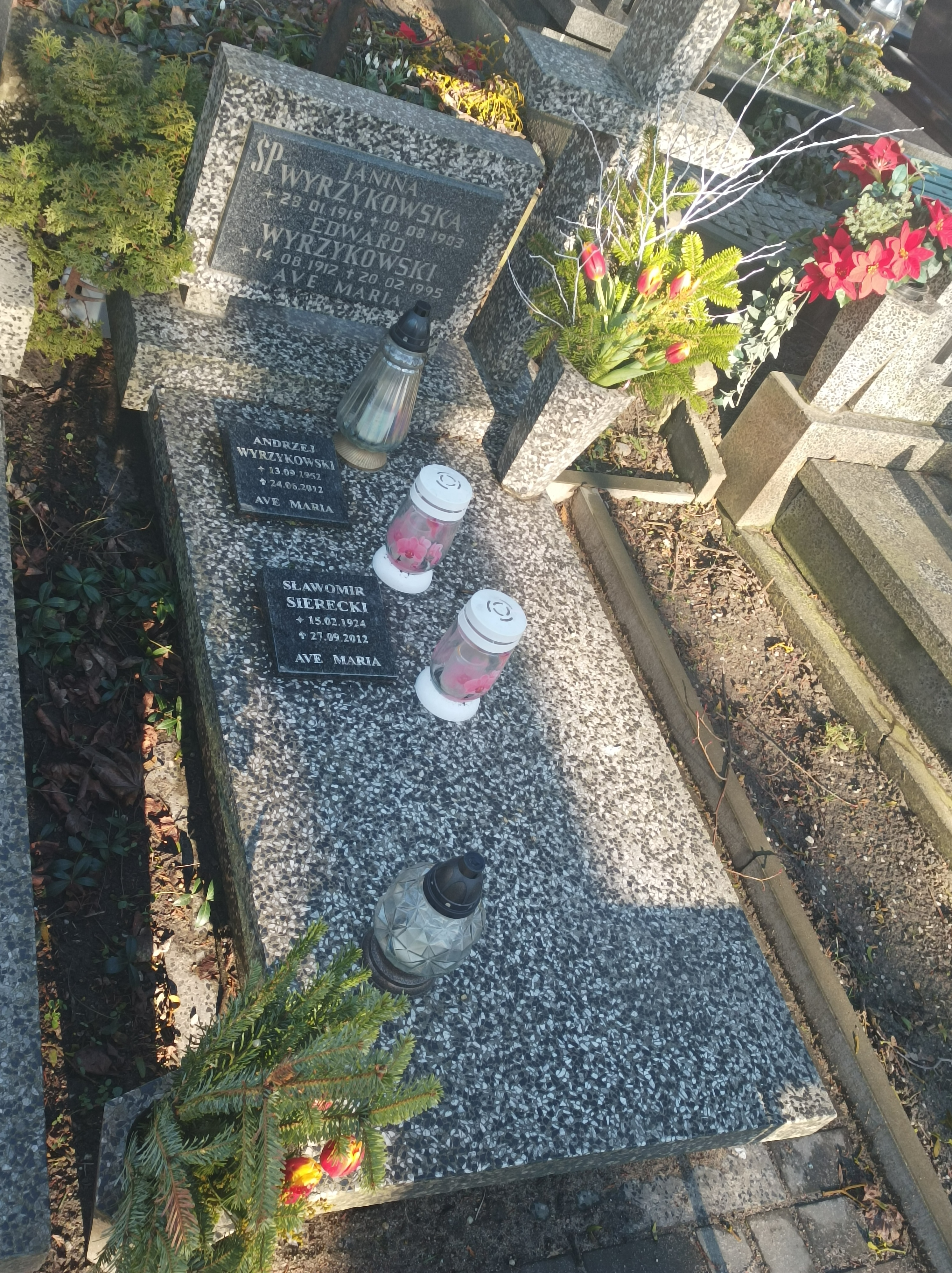
Grób Sławomira Siereckiego

Pracując w „Głosie Wybrzeża”, w 1954 poznał Agnieszkę Osiecką, która odbywała tam praktyki studenckie; za pośrednictwem Siereckiego przyszła poetka poznała Zbigniewa Cybulskiego i Bogumiła Kobielę, twórców teatru satyrycznego Bim-Bom.
Od 1956 pisał do miesięcznika „Jazz”, był także działaczem Gdańskiego Klubu Jazzowego. 
W latach 1947–1948 był członkiem PPR, od 1948 należał do PZPR. 
Zmarł po długiej chorobie. Spoczął 5 października na cmentarzu Salvator Nowy (dzielnica Orunia-Św. Wojciech-Lipce) w Gdańsku (kwatera 1-przy alei 1-15).

## Twórczość wybrana
- ... i został tylko wiatr
- Admirał Arciszewski (1953, Wydawnictwo MON)
- Amulet Wielkiego Chana
- Bizantyjska noc
- Blues dla prezydenta
- Bogowie, złoto, karabiny
- Bracia Witalijscy (1962, Wydawnictwo Morskie)
- Bractwo tajnych laborantów (1988, Wydawnictwo Śląsk)
- Bukanierzy (1959, Wydawnictwo Morskie)
- Burzliwe dzieje perły Antyli (1963, Wydawnictwo Książka i Wiedza)
- Cieśnina kapitana Kidda
- Czarny Monastyr (1975, Wydawnictwo Morskie)
- Czart za kulbaką
- Dalej tylko ciemność
- Drapieżne ptaki nad Rio Maddalena
- Dziwna przygoda Cezara (1959, Wydawnictwo Morskie)
- Ewangelina
- Grobowiec wielkiego szamana
- Jerzy Waszyngton
- Jeżeli idziesz nocą
- Jutro przed północą
- Karnawał leśnych demonów
- Kawa po turecku, czyli Niezwykłe przygody imć pana Jerzego Franciszka Kulczyckiego pod Wiedniem a.d. 1683
- Konwój do granic piekła
- Korsarze Morza Śródziemnego (1959, Wydawnictwo Morskie)
- Ludzie znad rzeki James
- Milcząca oaza
- Milczący rejs
- Morze bez nocy
- Na pokładzie nie było nikogo
- Nie zabijajcie Białego Jednorożca
- Niebezpieczny czas orłów
- Nocny reporter
- Oberża w Terracinie (1964, Wydawnictwo Morskie)
- Ognie nad świętym morzem
- Operacja „Wąż morski”
- Pałace Minotaura (1990, Wydawnictwo Morskie)
- Prawda i legenda o Dzikim Zachodzie (1960, Wydawnictwo Książka i Wiedza)
- Republika piratów (1959, Wydawnictwo Morskie)
- Saga o Vinlandzie (1959, Wydawnictwo Morskie)
- Skaliste gniazdo Taurów
- Skały Eola
- Sokół Morski (1959, Wydawnictwo Morskie)
- Strażnica srebrnych mgieł
- Ślad zaginionej karawany
- Tajemnice szalonej rzeki (1962, Wyd. Książka i Wiedza)
- Ucieczka z Filadelfii
- Upiory znikają o brzasku
- Widmo na Mewiej Rafie
- Wieża zapomnienia (1986, Wydawnictwo MON)
- Wrota pustyni (1961, Wydawnictwo Morskie)
- Wydma Umarłych
- Zadanie specjalne
- Zagłada wyspy Avira
- Zemsta Starca z Gór (1975, Wydawnictwo MON)

## Ekranizacje
- 1983: Szkatułka z Hongkongu

## Ordery i odznaczenia
- Krzyż Kawalerski Orderu Odrodzenia Polski
- Złoty Krzyż Zasługi[6]

## Nagrody
- Nagroda Miasta Gdańska w Dziedzinie Kultury „Splendor Gedanensis” (1975)[7]